# Đặng Sơn
Đặng Sơn là một xã thuộc huyện Đô Lương, tỉnh Nghệ An, Việt Nam.
Xã Đặng Sơn có diện tích 4,15 km², dân số năm 1999 là 5263 người, mật độ dân số đạt 1268 người/km².

## Hành chính
Xã Đặng Sơn gồm các xóm 1,2,3,4,5,6